# Йодьон фон Хорват
Йодьон фон Хорват (на немски: Ödön von Horváth) е австрийски писател и драматург, роден във Фиуме, Австро-Унгария, днес Риека, Хърватия, в дома на унгарски дипломат от дребната аристокрация. Семейството се преселва в Белград (1902), а после в Будапеща (1908), където Хорват научава унгарски. През 1913 г. момчето отива в Мюнхен при родителите си и там научава немски език, който ще стане неговото средство за литературно изразяване.

## Житейски път
Хорват живее няколко години във Виена, а през 1919 г., след края на Първата световна война, става студент по психология, литературознние, театрознание и изкуствознание в Мюнхен. Оттогава датират и първите му литературни опити – „Книга на танците“ е лирична пантомима, чието издание Хорват по-късно изкупува и сам унищожава. Двадесетгодишният студент пише също разкази, скици и приказки за възрастни, които публикува в реномираните списания „Симплицисимус“ и „Югенд“. След като осъзнава своята непригодност за каквато и да било буржоазна професия, Хорват решава да се отдаде изцяло на писателска дейност. Подобно на други начеващи таланти, той се чувства магически привлечен от Берлин – един от големите европейски културни центрове.

### Берлин и първи успехи
В немската столицата Хорват се сблъсква с различни художествени стилове и направления; това му помага да намери бързо собствения си артистичен облик и да си пробие път до театралните сцени, да наложи името си. Така само за няколко години Хорват създава осем пиеси, пет от които се играят в Берлин. Сред тях особено място заемат „Бунтът на кота 3018“ (1927), която му донася първия успех, „Сладек или Черната армия“ (1928), „Италианска нощ“ (1930), „Приказки от Виенската гора“ (1931) и „Вяра, надежда и любов“ (1932).
Наред с това Хорват публикува романа „Вечният еснаф“ (1930), посрещнат с голям интерес. По предложение на Карл Цукмайер през 1931 година той получава най-значимата за времето литературна награда „Хайнрих фон Клайст“. Преди това наградата е била присъждана на млади писатели като Бертолт Брехт, Роберт Музил, Ана Зегерс. Хорват се утвърждава като един от най-ярките драматични таланти в немската литература на XX век. Самият Макс Райнхард поставя негова пиеса в Дойчес театър.

### Националсоциализъм
Когато през 1933 г. в Германия идва на власт Хитлер, националсоциалистите виждат в произведенията на Хорват пример за „изродено изкуство“. Цялото му творчество бива забранено. Още при представянето на първите му драми нацистите са го нарекли „украшение на немския комунистически лагер“, а след излизането на романа „Вечният еснаф“ го обругават като „автор на необуздана ляворадикална тенденциозна книжнина“. Най-после партийният официоз „Фьолкишер беобахтер“ го напада открито: „Йодьон Хорват е имал наглостта да охули националсоциалистите. Неговата Италианска нощ ни показва като страхопъзльовци, които едничка женска ругатня може да обърне в бяг. Този Йодьон ще има да се чуди! Сега завинаги трябва да се сложи край на тази безсрамна културболшевишка напаст...“
Но Хорват намира морална подкрепа отвсякъде. Приятелят Франц Теодор Чокор му пише от Виена: „Известието, че като 'изроден' там вече не те играят, струва повече от всяка литературна награда – то официално ти потвърждава, че си поет! Аз също разглеждам заплахата от забрана на моите пиеси като високо отличие.“
Хорват не е застрашен непосредствено от преследване, защото има унгарско гражданство, а и според понятията на нацистите е „чистокръвен ариец“. През този период възникват едни от най-зрелите му творби: пиесите „Непознатата от Сена“ (1933), „Към небето“ (1934), „Насам-натам“ (1934) и сред тях най-значимите – „Фигаро се развежда“ (1935) и „Дон Жуан се връща от война“ (1936).

### Романи
И въпреки всичко, когато в дома на родителите му се извършва обиск, той напуска Германия и се преселва в Австрия. Но много скоро Берлин започва да му липсва; освен всичко друго активната антинацистка съпротива, към която го подтикват обстоятелствата, го плаши. Той е само тридесет и шест годишен, зад гърба си има обемисто драматургично творчество – седемнадесет пиеси. Животът извън изкуството е за него непоносимо труден, той не може да диша без праха на театралната сцена. През последната година от живота си Хорват създава и две творби, които му отреждат видно място в немскоезичната белетристика – романите „Младост без бог“ (1937) и „Дете на нашето време“ (1938). Когато Томас Ман прочита първия от тях, оценява го като „най-хубавата книга през последните години“...
С общо трите си романа Йодьон фон Хорват се изявява като необикновен за времето си сатирик; защото острият, разобличителен рисунък при него е смекчен от поетична и често приказна атмосфера. Клаус Ман смята, че Хорват е открил истински нова белетристична форма – „формата на лирично краткия, драматично напрегнатия, индиректно критичния роман“. Писателят успява с необичайна пестеливост на фразата да изобрази типични за епохата човешки съдби; зад всяка негова дума пулсира действителният живот – това посочва още съвременната му критика.
Въпреки всички опасности Хорват се завръща в Берлин. Започва мъчителен период на всекидневна, често унизителна борба за препитание, за пригаждане към условията. В немската столица писателят е принуден да работи за филмовата индустрия – разработва сюжети, пише диалози. И отново пътува за Виена, и отново се отправя за Германия, за да види за последен път родителите си, и пак бяга оттам. Едва когато през 1938 г. Австрия е присъединена към Райха, за Хорват започва краткият, но съдбоносен път на емиграцията.

### Емиграция
Емиграцията отвежда Хорват през Будапеща, Милано, Цюрих и Брюксел в Амстердам. Тогава от Париж пристига предложението на една филмова компания да филмира романа му „Младост без бог“. Това е големият шанс за писателя да стабилизира положението си, да разреши непреодолимите материални затруднения, които постоянно го отклоняват от творческата работа. И въпреки всичко той се колебае, нещо го смущава, без да знае какво е то. Тогава Хорват постъпва по начин, който би подхождал на някой от героите на неговите комедии: той отива при една амстердамска врачка, за да му каже дали доходната филмова сделка ще се осъществи. Опитната гадателка му отговаря многозначително, по маниера на древните оракули: „Господине, в Париж ще преживеете най-голямото приключение в своя живот!“
Това мъгляво пророчество става решаващо за Хорват с неговия вкус към всичко странно и свръхестествено. Той веднага отпътува за Париж. Преговорите с филмовата компания се водят в една кантора на „Шанз Елизе“, нещата, изглежда, се уреждат, Хорват вече е сигурен, че изгодният договор е в ръцете му. За първи път толкова много пари! В повишено настроение писателят се отправя към своя хотел. Докато се шляе надолу по „Шанз Елизе“, над Париж се извива буря. Силният вятър откъртва клон от един измежду многото платани, ограждащи булеварда. Това е дървото, под което е намерил закрила Йодьон фон Хорват. Тежкият клон се стоварва върху врата му като брадва. „Поетът, който не се страхуваше от нацистите, бе гилотиниран от едно миролюбиво парижко дърво“ – добавя Клаус Ман в спомените си.

## Влияние
Повече от половин столетие след абсурдния, тайнствен и сякаш съчинен от самия него край на писателя, творбите му се оказват извънредно жизнени – драмите му продължават да обикалят световните сцени, а романите му се издават наново и наново, преведени на десетки езици. Има някаква магическа сила в словото на Хорват, която привлича зрителя или читателя – тази сила произтича от сложната, противоречива, емоционално раздвижена, многобагрена душевност на художника, душевност, в която се проявява до голяма степен и славянската стихия.
Влиянието на Хорват върху днешната немскоезична литература става все по-отчетливо – драматурзи като Франц Ксавер Крьоц виждат в пиесите му образец на действен политически театър, а Петер Хандке възкликва: „Харесвам Хорват с цялата му хаотичност и нестилизирана сантименталност... Обичам тези негови луди изречения, които разкриват скоковете и противоречията в съзнанието, нещо, което иначе намираме само при Чехов или Шекспир.“
Причината за този траен интерес към творчеството на Хорват се корени във факта, че основният мотив, който той разработва както в драмите, така и в своите романи, е „студенината като морална вина“ – по думите на Франц Верфел. Сам Хорват схваща този студ, обхванал хората, като основен белег на своята епоха. Той пише: „Настъпват студени времена, иде 'епохата на рибите', в която човешката душа става неподвижна като застинала рибешка муцуна.“

### Драми
- Das Buch der Tänze, 1920
- Mord in der Mohrengasse, 1923
- Zur schönen Aussicht, 1926
- Die Bergbahn, 1926, първоначално Revolte auf Côte 3018
- Sladek der schwarze Reichswehrmann, 1929, първоначално Sladek oder Die schwarze Armee
- Rund um den Kongreß, 1929
- Die Lehrerin von Regensburg, 1930, (фрагмент)
- Italienische Nacht, 1931
- Geschichten aus dem Wiener Wald, 1931

- Glaube Liebe Hoffnung, 1932
- Kasimir und Karoline, 1932
- Die Unbekannte aus der Seine, 1933
- Hin und her, 1934
- Mit dem Kopf durch die Wand, 1934
- Don Juan kommt aus dem Krieg, 1936
- Figaro lässt sich scheiden, 1936
- Pompeji. Komödie eines Erdbebens, 1937
- Ein Dorf ohne Männer, 1937
- Himmelwärts, 1937
- Der jüngste Tag, 1937

### Романи
- Sechsunddreißig Stunden, 1929
- Der ewige Spießer, 1930
- Jugend ohne Gott, 1937
- Ein Kind unserer Zeit, 1938
- Adieu Europa, 1938 (незавършен)

### Проза
- Sportmärchen, 1924-1926
- Interview, 1932
- Gebrauchsanweisung, 1932
- Stunde der Liebe, 1929